# Párduckaméleon

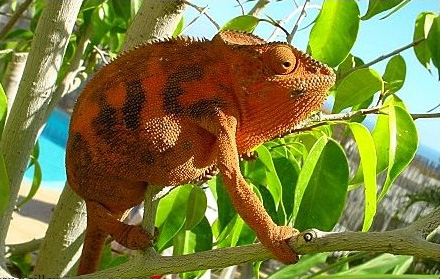
Nőstény Réunion szigetén

A párduckaméleon (Furcifer pardalis) a hüllők (Reptilia) osztályának pikkelyes hüllők (Squamata) rendjébe, ezen belül a kaméleonfélék (Chamaeleonidae) családjába tartozó faj.

## Előfordulása
Madagaszkár szigetén őshonos, a sziget keleti és északi részének nedves bozótosaiban honos. Előfordul Madagaszkáron a főszigeten kívül Nosy Bé és Sainte-Marie szigetén is.
Betelepítették Mauritius és Réunion szigetére is.
Eléggé kultúrakövető faj, olykor kertekben is megtelepszik.

## Megjelenése
Elég nagyméretű kaméleon faj. A hímek Madagaszkáron 55 centiméteresre is megnőnek, míg Réunion csak 44 centiméteres a maximális hosszuk. A nőstények kisebbek a hímeknél.
Rendkívül változatos faj, az egyik legszínpompásabb kaméleon. Minden szín előfordulhat rajta, beleértve a rikító türkizkéket is. A hímek fejének két oldalán borda fut és az arcorr lapos részén végződik. A fejen alacsony sisak is lehet.

## Szaporodás
Udvarláskor a hím világosabb színárnyalatot ölt, így elüt környezetétől és fejével bólogatva igyekszik felhívni magára a nőstény figyelmét. Ha a nőstény nem kész a párzásra, támadólag lép fel a hímmel szemben.
A párzási ceremónia mintegy tíz percig tart.
Fészekalja 12-50 tojásból áll. A nőstény tojásait egy sekély földbe kapart lyukba rakja le. A fiatal kaméleonok a lerakástól számított 159-320 nap múlva kelnek ki a tojásokból.

## Képek

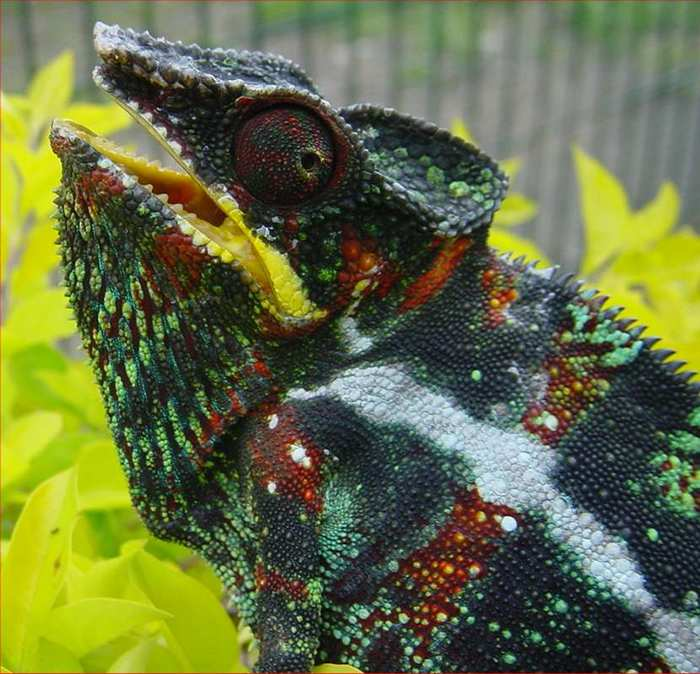
Hím
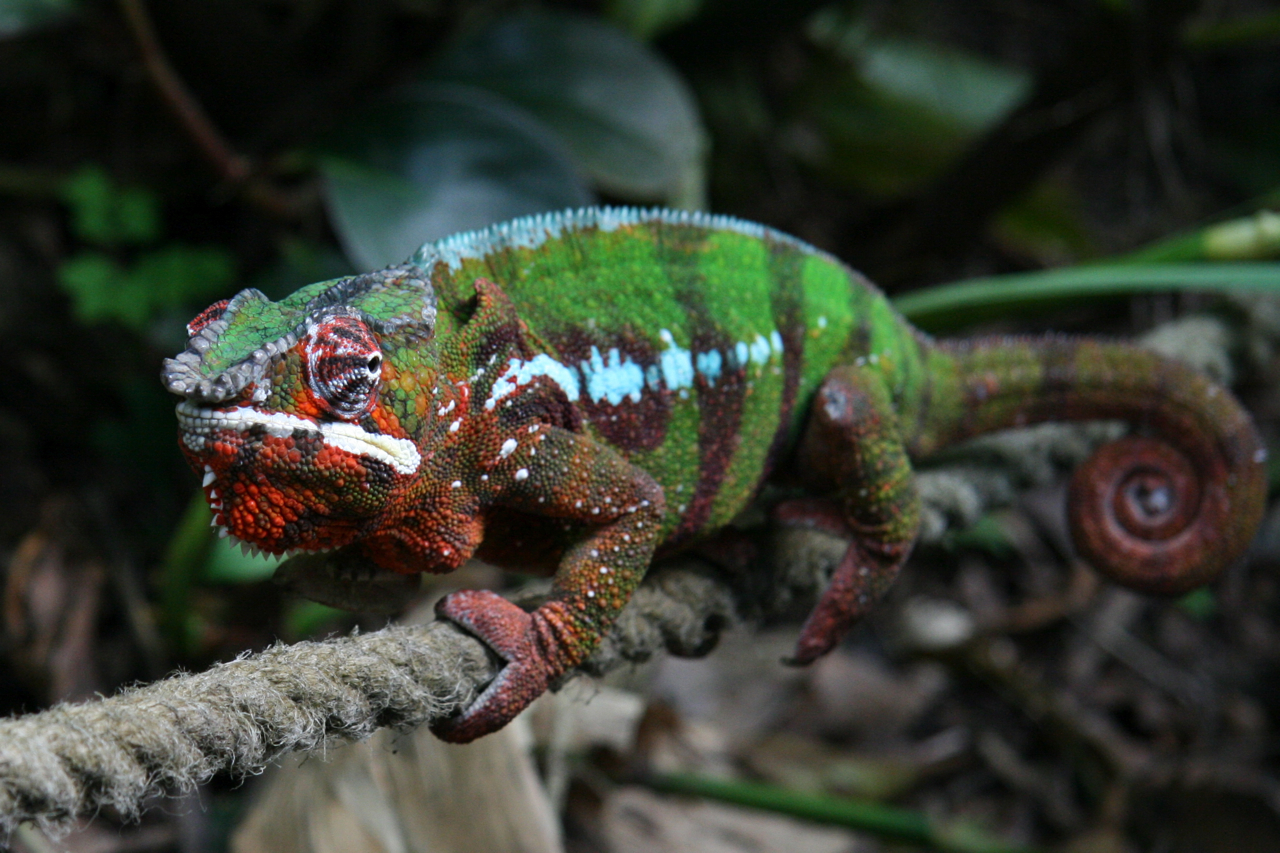
Hím
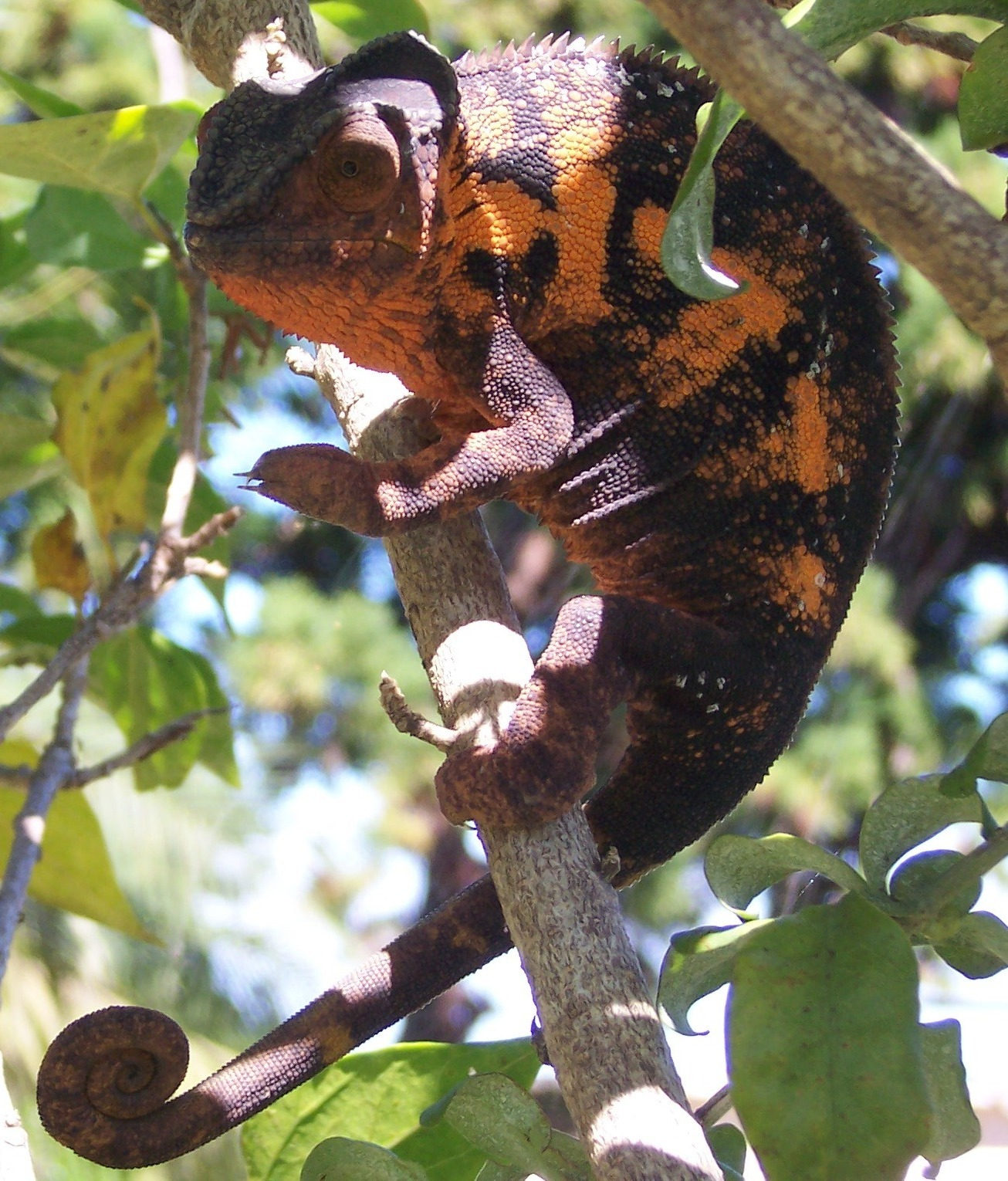
Nőstény
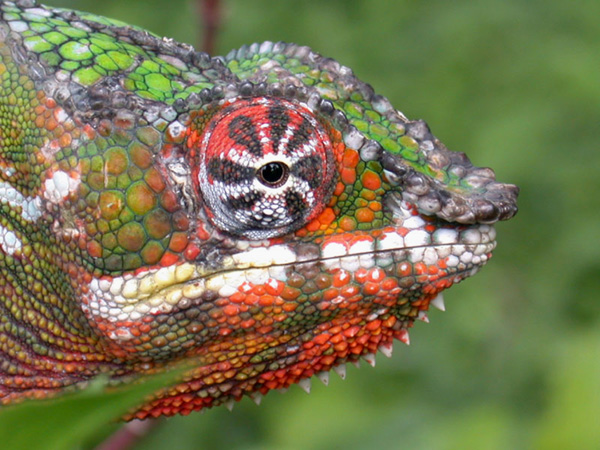
Portré
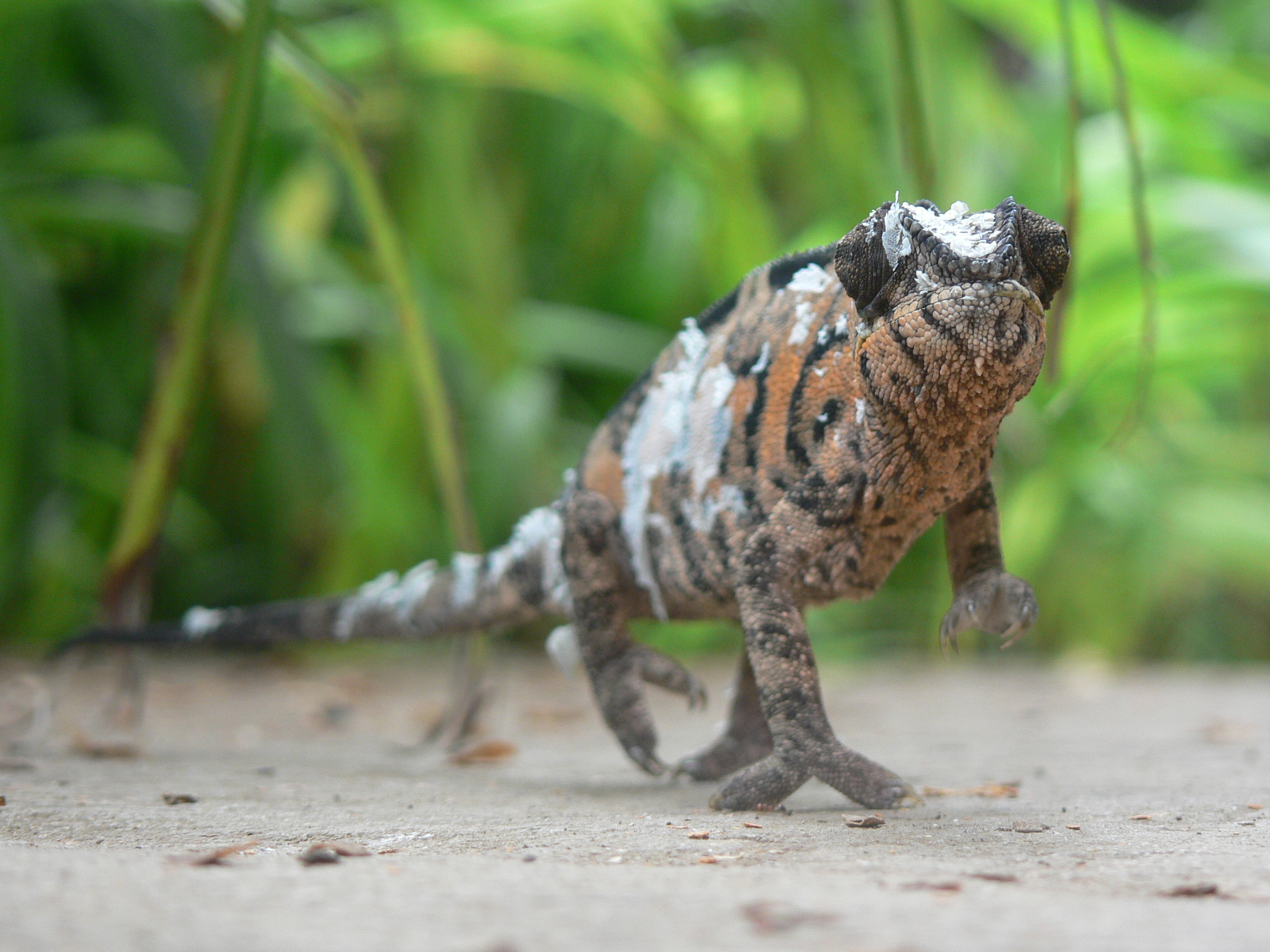

## Fordítás
- Ez a szócikk részben vagy egészben  a   Pantherchamäleon című német Wikipédia-szócikk ezen változatának fordításán alapul.  Az eredeti cikk szerkesztőit annak laptörténete sorolja fel. Ez a jelzés csupán a megfogalmazás eredetét és a szerzői jogokat jelzi, nem szolgál a cikkben szereplő információk forrásmegjelöléseként.